# Starkoč (Studnice)
Starkoč (německy Starkotsch) je vesnice, část obce Studnice v okrese Náchod. Nachází se asi 1,5 km na jihovýchod od Studnice, při Rovenském potoce.
Starkoč leží v katastrálním území Starkoč u Vysokova o rozloze 1,97 km².
Nachází se zde důležitá železniční stanice na trati Jaroměř – Trutnov, z níž odbočuje krátká železniční trať Starkoč – Václavice, která propojuje trutnovskou trať s tratí Týniště nad Orlicí – Meziměstí.

## Historie
Původně šlo o osadu obce Kleny, od roku 1880 spadala pod obec Studnice a v roce 1961 byla připojena k obci Vysokov. Spolu s ní byla od 1. července 1985 do 31. srpna 1990 součástí města Náchod, poté se vrátila pod obec Studnice.
V roce 2009 zde bylo evidováno 114 adres. V roce 2001 zde trvale žilo 268 obyvatel.
Narodili se zde generálmajor Oskar Starkoč a Jiří Rejthar, kuchař Václava Havla a Bohumila Hrabala.